# 尼歐肖 (肯塔基州)
尼歐肖（英語：Neosheo）是位於美國肯塔基州辛普森縣的一個非建制地區。

## 地理
尼歐肖所處的海拔為高於海平面187米（即614英呎），而該地所採用的時區為UTC-6，即北美中部時區（CST）。同時該地設有夏令時間，為UTC-6調快一小時，即UTC-5（CDT）。